# Нётеровская лекция
Нётеревская лекция (англ. Noether Lecture) — продолжающаяся серия лекций, посвященная женщинам, «которые внесли фундаментальный вклад в математику».

## История
Ассоциация женщин-математиков (AWM) в 1980 году учредила ежегодные лекции в честь Эмми Нётер (1882—1935), одного из ведущих математиков начала XX века. Первая лекция была прочитана Джесси МакВильмс (англ. F. Jessie MacWilliams), на тему «Обзор теории кодирования» (англ. A Survey of Coding Theory).
В 2013 году лекция была переименована в AWM-AMS Noether Lecture. С 2015 года лекции спонсируются с участием Американского математического общества (AMS). Лекция читается на ежегодном Американском объединённом математическом собрании, которое проводится в январе.
Лекция ICM Emmy Noether — дополнительная серия лекций, спонсируемая Международным математическим союзом. С 1994 года лекция читалась на Международном математическом конгрессе, проводимом раз в четыре года. В 2010 году цикл лекций стал постоянным.
Нётеровская лекция 2021 года должна была быть прочитана Андреа Бертоцци из Калифорнийского университета в Лос-Анджелесе, но она была отменена из-за связи Бертоцци с полицией, отмена была сделана во время протестов Джорджа Флойда: «Это решение было принято, когда многие из этой нации поднялись в знак протеста по поводу расовой дискриминации и жестокости со стороны полиции».

## Нётеревские чтецы
- 1980 —  Джесси Макуильямс[англ.] (1917—1990)
- 1981 —  Ольга Таусски-Тодд (1906—1995)
- 1982 —  Джулия Робинсон (1919—1985)
- 1983 —  Кэтлин Моравец (1923—2017)
- 1984 —  Мэри Эллен Рудин[англ.] (1924—2013)
- 1985 —  Джейн Кронин Скэнлон[англ.] (1922—2018)
- 1986 —  Ивонна Шоке-Брюа (род. 1923)
- 1987 —  Джоан Бирман[англ.] (род. 1927)
- 1988 —  Карен Уленбек (род. 1942)
- 1989 —  Мэри Ф. Уилер (род. 1938)
- 1990 —  Бхама Сринивасан[англ.] (род. 1935)
- 1991 —  Александра Беллоу[англ.] (род. 1935)
- 1992 —  Нэнси Копелл (род. 1942)
- 1993 —  Линда Кин[англ.] (род. 1940)
- 1994 —  Лесли Сибнер[англ.] (1934—2013)
- 1995 —  Джудит Салли[англ.] (род. 1937)
- 1996 —  Ольга Олейник (1925—2001)
- 1997 Linda Preiss Rothschild
- 1998 Dusa McDuff
- 1999 Krystyna Kuperberg
- 2000 Margaret H. Wright
- 2001 Чан, Сунь-Юн Элис
- 2002 Блюм, Ленор
- 2003 Jean Taylor
- 2004 Каток, Светлана Борисовна
- 2005 Янг, Лайсанг
- 2006 Добеши, Ингрид
- 2007 Фогтманн, Карен
- 2008 Audrey Terras
- 2009 Fan Chung
- 2010 Carolyn S. Gordon
- 2011 Монтгомери, Сюзан
- 2012 Barbara Keyfitz[англ.]
- 2013 Raman Parimala[англ.]
- 2014 Georgia Benkart[англ.]
- 2015 Ли, Винни
- 2016 Karen E. Smith[англ.]
- 2017 Lisa Jeffrey[англ.]
- 2018 Jill Pipher[англ.]
- 2019 Bryna Kra[англ.]
- 2020 Birgit Speh[англ.]
- 2021
- 2022 Чорней, Марианна[англ.]
- 2023 Laura DeMarco[англ.]
- 2024 Anne Schilling[англ.]